# Léopold Dasque
Pour les articles homonymes, voir Dasque.
Léopold Dasque est un homme politique français né le 26 janvier 1860 à Tuzaguet (Hautes-Pyrénées) et mort le 5 septembre 1906 dans la même commune.

## Biographie
Licencié en droit et docteur en médecine, il est avocat et médecin à Tarbes. En 1891, il fonde un journal radical-socialiste. Conseiller municipal de Tarbes en 1894, il est maire de 1898 à 1900 et député des Hautes-Pyrénées de 1900 à 1906, siégeant sur les bancs radicaux. Il est l'un des douze secrétaires du comité exécutif du Parti républicain, radical et radical-socialiste en 1904.

## Sources
- « Léopold Dasque », dans le Dictionnaire des parlementaires français (1889-1940), sous la direction de Jean Jolly, PUF, 1960 [détail de l’édition]